# Gonomyia (Gonomyia) wygodzinskyi
Gonomyia (Gonomyia) wygodzinskyi is een tweevleugelige uit de familie steltmuggen (Limoniidae). De soort komt voor in het Neotropisch gebied.